# 尖吻歐雅魚
尖吻歐雅魚（学名：Squalius pyrenaicus）为輻鰭魚綱鯉形目雅羅魚科的其中一種，分布於歐洲西班牙及葡萄牙塔吼河、瓜迪亞納河、瓜達爾基維爾河、施古拉河與Jucar河，本魚口端位，吻尖；頭長大約等於最大的體高，尾柄深度通常是其長度的2-2.6倍，背鰭軟條6至9枚；臀鰭軟條7至9枚；脊椎骨37至40枚，體長可達26公分，棲息在河川及沼澤，屬雜食性，以無脊椎動物、植物及魚類等為食，繁殖期在5月至7月，受汙染及外來種的威脅。